# Tipula (Acutipula) ellioti
Tipula (Acutipula) ellioti is een tweevleugelige uit de familie langpootmuggen (Tipulidae). De soort komt voor in het Afrotropisch gebied.